# Гайничеру Михайло Іванович
Михайло Іванович Гайничеру (Гайнічеру) (нар. 23 жовтня 1950, село Волока, тепер Глибоцького району Чернівецької області) — український діяч, голова Чернівецької обласної ради у 2012—2015 роках.

## Біографія
У 1967—1972 — студент Чернівецького державного університету, прикладна математика.
У 1972—1991 — старший технік, інженер, старший інженер, старший науковий співробітник, завідувач лабораторії, завідувач відділу, заступник директора з наукової роботі Чернівецького філіалу Київського інституту автоматики.
У 1991—1994 — заступник голови Чернівецького облвиконкому.
У 1994—1998 — керівник торговельно-економічної місії Міністерства зовнішніх економічних зв'язків України у складі Посольства України в Румунії.
У 1998—1999 — заступник генерального директора ТОВ «Мироно», місто Чернівці.
У 1999—2003 — генеральний директор приватного виробничо-комерційного підприємства «Інтер-А», ТОВ «Інтера», місто Чернівці. У 2003 — заступник керуючого — начальник відділу розвитку бізнесу Чернівецької філії ТОВ «Укрпромбанк», місто Чернівці.
У 2003—2005 — заступник голови Чернівецької обласної державної адміністрації.
У 2005—2006 — старший співробітник наукового центру «Екоресурс».
У 2006—2010 — керівник торговельно-економічної місії у складі Посольства України в Румунії.
У 2010—2012 — заступник голови Чернівецької обласної державної адміністрації.
16 березня 2012 — 1 грудня 2015 р. — голова Чернівецької обласної ради.
Член Партії регіонів з 2005 року, Депутат VI скликання Чернівецької облради від Партії регіонів. Після Революції гідності оголосив про вихід з Партії регіонів. Депутат обласної ради VII скликання від партії «Наш край».
Кандидат технічних наук (1980 р.), автор 45 наукових праць у галузі автоматизації переробки інформації.
Одружений: дружина Олександра Іванівна (1949 р.н.) — менеджер. Дві дочки — Олена (1971 р.н) і Наталія (1971 р.н) — менеджери.

## Нагороди та відзнаки
- ордени
- медалі